# Campionat Regional Centre

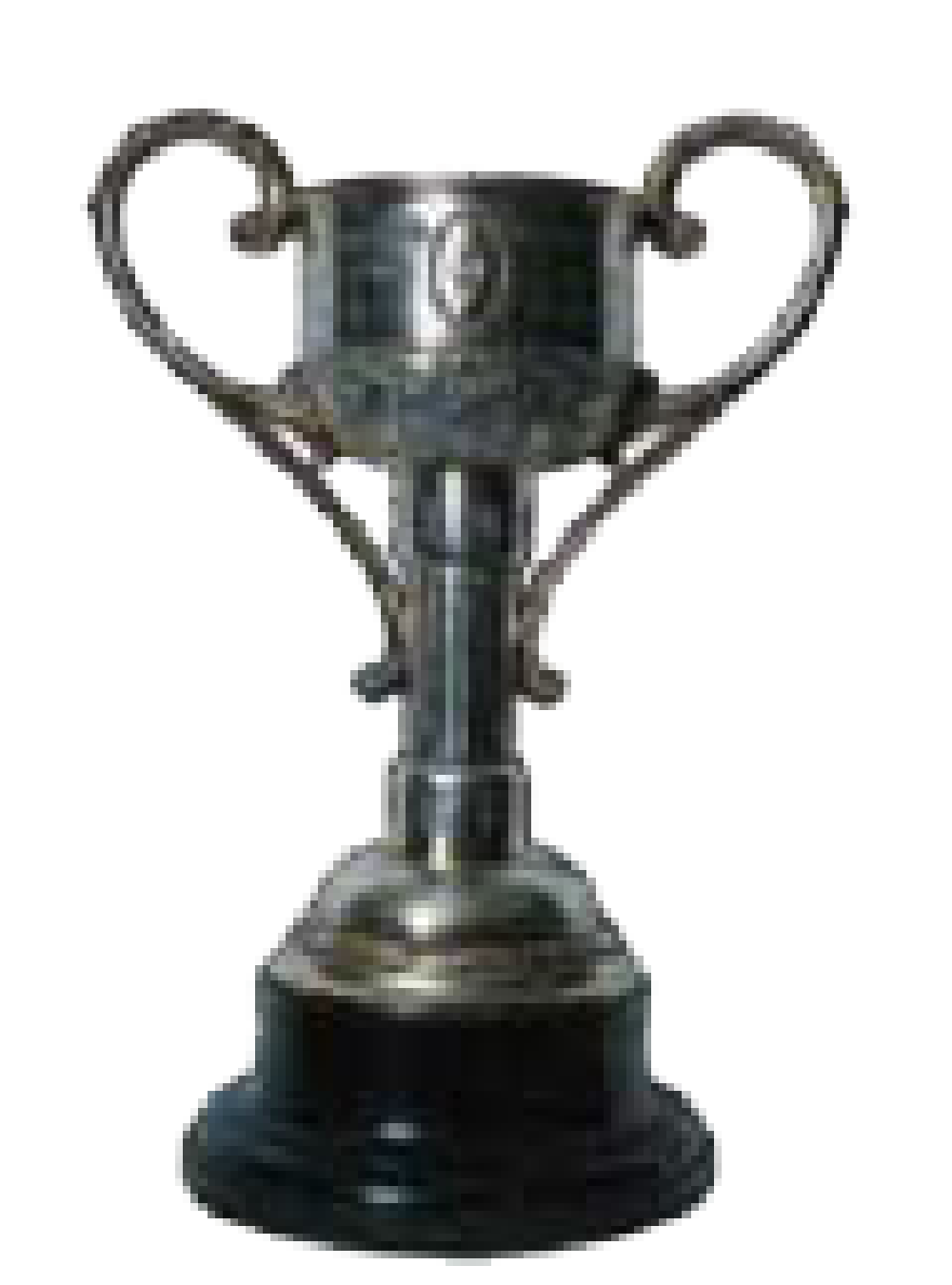
Trofeu del campionat.

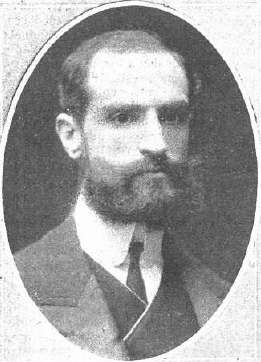
Carles Padrós, figura fundacional de la competició.

El Campionat Regional Centre fou una competició futbolística espanyola que disputaven els clubs de la Federació Centre de Futbol (des del 1913 Federació Castellana de Futbol).
Els primers classificats de la competició es classificaven pel Campionat d'Espanya. La competició es disputà entre els anys 1903 i 1940, excepte durant el període 1937-1939, a causa de la Guerra Civil espanyola.

## Història
L'any 1903 Carles Padrós fundà l'Associació Madrilenya de Clubs de Foot-Ball, la qual presidí, i començà a organitzar un concurs oficial que servís com a classificació per al Campionat d'Espanya.
L'any 1913 es fundà la Reial Federació Espanyola de Futbol i tanmateix es produí una reestructuració dels campionats regionals, com a mitjà de classificació per al Campionat d'Espanya. A Madrid es creà a Federació Regional Centre, que continuà amb el campionat regional de forma més organitzada.
La temporada 1931-32 la federació regional es convertí en Federació Castellana de Futbol. A més, aparegueren els Campionats Mancomunats, organitzats per diverses federacions territorials agrupades, fusionant els seus respectius campionats regionals en un sol. Així, el Campionat Centre esdevingué Campionat Mancomunat Centre-Aragó-Castella i Lleó. Les dues següents temporades es disputà el Campionat Mancomunat Castella-Sud, sense equips aragonesos però amb els andalusos.
L'any 1934, l'assemblea de la Reial Federació Espanyola de Futbol va aprovar una reestructuració de les competicions de futbol, mitjançant la qual es van crear una sèrie de Campionats Suprarregionals, col·locats jeràrquicament per sobre dels campionats regionals organitzats per les federacions territorials que tradicionalment s'havien disputat fins aleshores. Els equips madrilenys disputaren el Campionat Suprarregional Castella-Cantàbria-Aragó.
Després de l'aturada per la guerra civil, la temporada 1939-40 es disputà el darrer campionat, anomenat Campionat Mancomunat Centre, incloent els clubs de Castella i Lleó.
Evolució del nom del campionat:
- 1902-06: Campeonato de Madrid de Foot-Ball Association
- 1906-13: Campeonato Regional de Madrid
- 1913-31: Campeonato Regional Centro
- 1931-32: Campeonato Mancomunado Centro-Aragón
- 1932-34: Campeonato Mancomunado Centro-Sur
- 1934-36: Campeonato Suprarregional Castilla-Cantabria-Aragón
- 1939-40: Campeonato Mancomunado Centro

## Historial
Font:
| Campionat Mancomunat Centre-Aragó-Castella i Lleó      |
| Campionat Mancomunat Castella (Centre)-Sud             |
| Campionat Suprarregional Castella-Cantàbria-Aragó      |
| Campionat Mancomunat Centre (Madrid i Castella i Lleó) |

| Temporada | Campió                            | Resultat                          | Subcampió                         |
| --------- | --------------------------------- | --------------------------------- | --------------------------------- |
| 1902-03   | The Modern FC (1)                 | lliga                             | Madrid FC                         |
| 1903-04   | Club Español de Madrid (1)        | 1-0                               | Moncloa FC                        |
| 1904-05   | Madrid FC (1)                     | 2-0                               | Moncloa FC                        |
| 1905-06   | Madrid FC (2)                     | 7-0                               | Internacional FC                  |
| 1906-07   | campionat anul·lat                | campionat anul·lat                | campionat anul·lat                |
| 1907-08   | Madrid FC (3)                     | lliga                             | RS Gimnástica Española            |
| 1908-09   | Español FC (2)                    | lliga                             | Athletic de Madrid                |
| 1909-10   | RS Gimnástica Española (1)        | lliga                             | Español FC                        |
| 1910-11   | RS Gimnástica Española (2)        | 0-3, 2-0, 2-1 (des.)              | Madrid FC                         |
| 1911-12   | no es disputà                     | no es disputà                     | no es disputà                     |
| 1912-13   | Madrid FC (4)                     | 3-2                               | Athletic de Madrid                |
| 1913-14   | RS Gimnástica Española (3)        | 0-0, 2-1                          | Athletic de Madrid                |
| 1914-15   | Racing Club de Madrid (1)         | lliga                             | RS Gimnástica Española            |
| 1915-16   | Madrid FC (5)                     | lliga                             | Racing Club de Madrid             |
| 1916-17   | Madrid FC (6)                     | lliga                             | Athletic de Madrid                |
| 1917-18   | Madrid FC (7)                     | lliga                             | Athletic de Madrid                |
| 1918-19   | Racing Club de Madrid (2)         | lliga                             | Madrid FC                         |
| 1919-20   | Madrid FC (8)                     | lliga                             | Athletic de Madrid                |
| 1920-21   | Athletic de Madrid (1)            | lliga                             | Racing Club de Madrid             |
| 1921-22   | Real Madrid FC (9)                | lliga                             | Athletic de Madrid                |
| 1922-23   | Real Madrid FC (10)               | lliga                             | Athletic de Madrid                |
| 1923-24   | Real Madrid FC (11)               | lliga                             | Racing Club de Madrid             |
| 1924-25   | Athletic de Madrid (2)            | lliga                             | Real Madrid FC                    |
| 1925-26   | Real Madrid FC (12)               | lliga                             | Athletic de Madrid                |
| 1926-27   | Real Madrid FC (13)               | lliga                             | Athletic de Madrid                |
| 1927-28   | Athletic de Madrid (3)            | 3-1                               | Madrid FC                         |
| 1928-29   | Real Madrid FC (14)               | lliga                             | Athletic de Madrid                |
| 1929-30   | Real Madrid FC (15)               | lliga                             | Racing Club de Madrid             |
| 1930-31   | Real Madrid FC (16)               | lliga                             | Athletic de Madrid                |
| 1931-32   | Madrid FC (17)                    | lliga                             | CD Nacional                       |
| 1932-33   | Madrid FC (18)                    | lliga                             | Betis Balompié                    |
| 1933-34   | Madrid FC (19)                    | lliga                             | Athletic de Madrid                |
| 1934-35   | Madrid FC (20)                    | lliga                             | Racing de Santander               |
| 1934-35   | AD Ferroviaria                    | lliga                             | Alcántara Deportiva               |
| 1935-36   | Madrid FC (21)                    | lliga                             | Zaragoza FC                       |
| 1935-36   | UD Salamanca                      | lliga                             | AD Ferroviaria                    |
| 1936-37   | no es disputà per la guerra civil | no es disputà per la guerra civil | no es disputà per la guerra civil |
| 1937-38   | no es disputà per la guerra civil | no es disputà per la guerra civil | no es disputà per la guerra civil |
| 1938-39   | no es disputà per la guerra civil | no es disputà per la guerra civil | no es disputà per la guerra civil |
| 1939-40   | Athletic-Aviación Club (4)        | lliga                             | Real Madrid FC                    |

1. ↑  El campionat fou anul·lat per la Federació per incompliment de les normes referents al terreny de joc. El Madrid CF fou el representant madrileny a la Copa d'Espanya després de derrotar l'Hispania FC.[8]
2. ↑  El campionat no es disputà. La Real Sociedad Gimnástica Española fou el representant madrileny a la Copa d'Espanya.
3. 1 2  Les temporades 1934-35 i 1935-36 els equips madrilenys disputaren el Campionat Suprarregional Castella-Cantàbria-Aragó. El campionat de Castella fou disputat per equips de segona categoria, situat per sota del Suprarregional jeràrquicament.

## Palmarès
- Real Madrid Club de Fútbol: 21 títols (1905, 1906, 1907-08, 1912-13, 1915-16, 1916-17, 1917-18, 1919-20, 1921-22, 1922-23, 1923-24, 1925-26, 1926-27, 1928-29, 1929-30, 1930-31, 1931-32, 1932-33, 1933-34, 1934-35, 1935-36)
- Club Atlético de Madrid: 4 títols (1920-21, 1924-25, 1927-28, 1939-40)
- Real Sociedad Gimnástica Española: 3 títols (1909-10, 1910-11, 1913-14)
- Español Foot-Ball Club: 2 títols (1904, 1908-09)
- Racing Club de Madrid: 2 títols (1914-15, 1918-19)
- Moderno Football Club: 1 títol (1903)